# Montchevrel

Montchevrel este o comună în departamentul Orne, Franța. În 1 ianuarie 2022 avea o populație de 233 de locuitori.